# La noche de la iguana (obra de teatro)
La noche de la iguana es una obra de teatro escrita por el escritor estadounidense Tennessee Williams, basado en su cuento corto de 1948. La obra se estrenó en Broadway en 1961. Existen dos adaptaciones cinematográficas, incluyendo la película del mismo título ganadora del Oscar de 1964.

## Argumento
En 1940 en México, un exministro, el reverendo T. Lawrence Shannon ha sido encerrado en su iglesia después de caricaturizar la imagen de Dios como un "delincuente senil" durante uno de sus sermones. Algún tiempo después de su liberación, Shannon consigue un empleo como guía turístico de una agencia de viajes de segunda clase. Poco antes del inicio de la obra, Shannon es acusado de un delito de estupro contra una chica de dieciséis años de edad, llamada Charlotte Goodall, que está acompañando a su actual grupo de turistas.
Cuando se levanta el telón, Shannon llega con un grupo de mujeres en un hotel barato en la costa de México, que había sido gestionado por sus amigos, Fred y Maxine Faulk. El primero había fallecido recientemente, y Maxine Faulk asumió en solitario la gestión del establecimiento.
Shannon intenta hacer frente a sus conflictos emocionales, atrapado entre el grupo de turistas, que se ha vuelto en su contra por haber mantenido relaciones sexuales con la menor, y Maxine, que está interesada en él por razones puramente carnales.
Sumado a esta situación caótica, Hannah Jelka, una mujer soltera, aparece con su abuelo moribundo, Nonno, que a pesar de su estado, aspira a componer su último poema. Jelka, pintora y dibujante, queda pronto a merced de Maxine. Shannon, que ejerce una influencia considerable sobre Maxine, ofrece refugio a Hannah Jelka por la noche. El eje principal de la obra se centra en el vínculo profundamente humano que nace entre Hannah Jelka y Shannon Lawrence.
Al igual que la iguana, capturada y atada a un poste por los mexicanos en la obra, Hannah y ellos han llegado al final de su cuerda.

## Representaciones

### En inglés
La obra se estrenó en el Teatro Royale de Broadway el 28 de diciembre de 1961, y se mantuvo durante para 316 representaciones. Fue interpretada por Patrick O'Neal como el Rev. Shannon, Bette Davis como Maxine y Margaret Leighton como Hannah. Davis salió de la producción después de cuatro meses y fue sustituida por Shelley Winters.
Volvió a representarse en Broadway en 1976 en el Circle in the Square Theatre. El espectáculo fue dirigido por Joseph Hardy, con vestuario de Noel Taylor, e interpretación de Richard Chamberlain (Rev. Shannon), Gary Tacon (Pedro), William Paulson (Pancho), Jennifer Savidge (Hilda), John Rose (Sr. Fahrenkopf), Laurenson Amelia (Frau Fahrenkopf), Matthew Bennett (Hank), Barbara Caruso (Fellows Judith), Allison Argo (Charlotte Goodall), William Roerick (Nonno), Benjamin Stewart (Jake Latta), Dorothy McGuire (Hannah), y Sylvia Miles (Maxine).
De nuevo se puso en escena en Broadway en 1988 con Nicolas Surovy como el Rev. Shannon, Maria Tucci como Maxine y Jane Alexander como Hannah y en 1996, dirigida por Robert Falls y con William Petersen como el Rev. Shannon, Marsha Mason como Maxine y Cherry Jones como Hannah.

### En español
En España se estrenó el 28 de febrero de 1964 en el Teatro Cómico de Madrid, con dirección de Alberto González Vergel e interpretación de Andrés Mejuto, Lina Rosales, María Luisa Ponte, Antonio Martelo, Charo Baeza y Enrique Navarro.
En 2009 se montó en una nueva versión teatral due dirigida por María Ruiz y protagonizada por Ana Marzoa, Pilar Velázquez, Tomás Gayo, Sara Casasnovas, Geli Albaladejo y Juan Antonio Quintana.

### En otros idiomas
EL estreno en Alemania, con el título de Die Nacht des Leguan, se realizó simultáneamente en Colonia y Hamburgo en octubre de 1962. En el primer caso en el Schauspiel Köln, con dirección de Charles Régnier e interpretación de Grete Mosheim, Wolfgang Kieling y Gisela Holzinger. En el segundo escenario en el Teatro Thalia de Hamburgo, dirigida por Willy Maertens e interpretada por Heinz Bennent, Gisela Mattishent e Inge Meysel.
En Francia, con el título de La Nuit de l'iguane se representó en el Théâtre des Bouffes du Nord, de París en 1977. La adaptación corrió a cargo de Sophie Becker y la interpretación de Catherine Sauvage, Pierre Vaneck, Michèle Simonnet, Anne-Marie Philipe y Natasha Parry.